# 並木昭憲
並木 昭憲（なみき あきのり、1963年7月18日 - ）は、日本の実業家。株式会社MS&Consulting創業者・代表取締役社長。

## 人物・来歴
1986年千葉大学法経学部経済学科卒業、日本エル・シー・エー入社。1999年日本エル・シー・エー取締役CIS事業部長。2004年日本エル・シー・エー常務取締役外食業界担当役員。2007年日本エル・シー・エー専務取締役兼CLO。2008年会社分割で、MS&Consultingを設立し、同社代表取締役社長に就任。ミステリーショッピングリサーチを先駆け的に展開し、東京海上キャピタル、中小企業基盤整備機構の資本参加を得て、2017年に東京証券取引所マザーズ上場を果たした。